# ジャック・タラント
ジャック・タラント（Jack Tarrant、1980年2月4日 - ）は、ニュージーランドの元ラグビーユニオン選手。

## プロフィール
- ニュージーランド出身[1]。
- 現役時代のポジションはセンター(CTB)。
- 身長 197cm、体重 108kg
- 日本代表通算キャップ数は7。

## 経歴
4歳からラグビーを始めた。
フレイザー高校、ワイカト大学、タカプナ、ウェリントンを経て、2006年、サントリーサンゴリアス(現・東京サントリーサンゴリアス)に加入。同年9月16日に行われたジャパンラグビートップリーグ第3節の日本IBMビッグブルー戦に途中出場で日本での公式戦初出場を果たす。
2008年、三菱重工相模原ダイナボアーズに加入。
2009年、三菱重工相模原ダイナボアーズを退団した。なお退団後、所属チームを持たないため日本協会所属で日本代表に選ばれていた。
現役引退後、ニュージーランドのテレビ局にクルーとして勤めていた。